# Grote Kerk (Gorinchem)

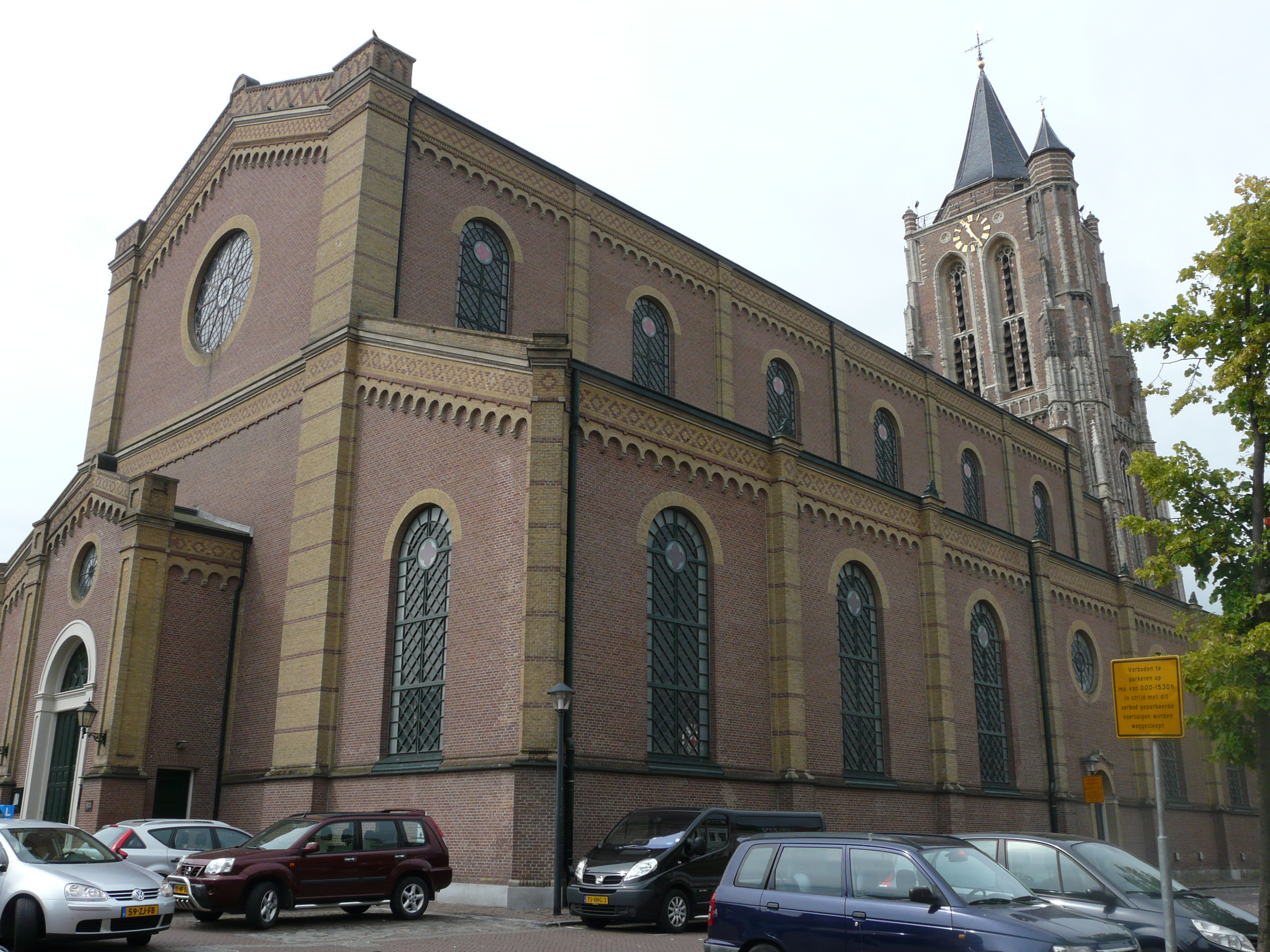
Grote Kerk

De Grote kerk van Gorinchem staat op de Groenmarkt in het oude centrum van de stad Gorinchem, in de Nederlandse provincie Zuid-Holland. De Grote Kerk is tegen de Grote Toren aangebouwd die in de volksmond Sint-Janstoren wordt genoemd. De kerk is in gebruik bij de Protestantse Wijkgemeente Grote Kerk, aangesloten bij de Protestantse Kerk in Nederland (PKN). De kerk en de toren zijn opgenomen in het register van rijksmonumenten (respectievelijk nummer 381885 en 16634).
Behalve voor kerkdiensten wordt het kerkgebouw gebruikt voor kunstexposities en is het te bezichtigen. Beklimming van de toren is mogelijk, er is dan uitzicht over de binnenstad van Gorinchem en de wijde omgeving.

## Gotische kerk
Op de plaats waar het huidige kerkgebouw staat bevond zich een gotische hallenkerk, deze werd op 22 april 1263 gewijd aan Sint Martinus of Sint Johannes. 

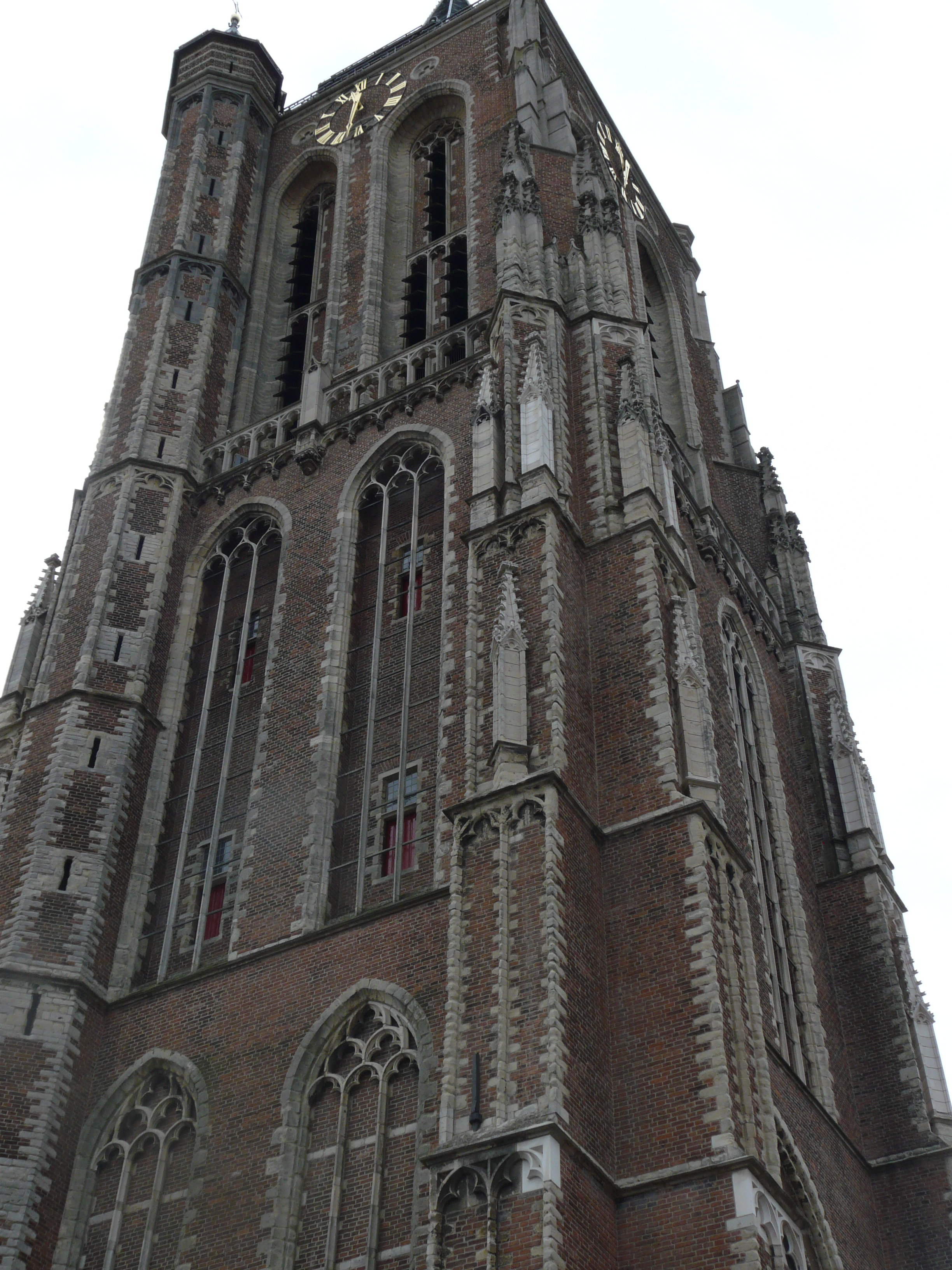
Grote of Sint-Janstoren uit de 15de eeuw

De eerste toren is waarschijnlijk na een brand in 1361 ingestort. De huidige toren werd rond 1450 gebouwd aan de westzijde van de kerk. De spits werd voltooid in 1517. De 67 meter hoge toren kreeg al tijdens de bouw te maken met verzakkingen. Daardoor is er een knik in het bouwwerk ontstaan, de toren staat ruim anderhalve meter uit het lood. In Gorinchem en omstreken gaat het verhaal dat, toen de toren bleek te verzakken, er een extra fundering werd aangebracht bestaande uit koeienhuiden. Het probleem was daarmee opgelost.
Na de reformatie in de tweede helft van de 16e eeuw, werd het gebouw als de 'Grote Kerk' aangeduid.

## Sloop en herbouw
Bij het verdrijven van de Fransen in de winter van 1813-1814 werd het godshuis door beschietingen beschadigd. De Fransen waren in de stad, en de Russen en Pruisen lagen op de Merwede. De kerk werd daarna alleen nog bij goed weer gebruikt. Op 31 augustus 1844 werd ze wegens bouwvalligheid op last van het stadsbestuur gesloten, niet lang daarna werd het gebouw, afgezien van de toren, afgebroken.

### Nieuwe kerk uit 1851

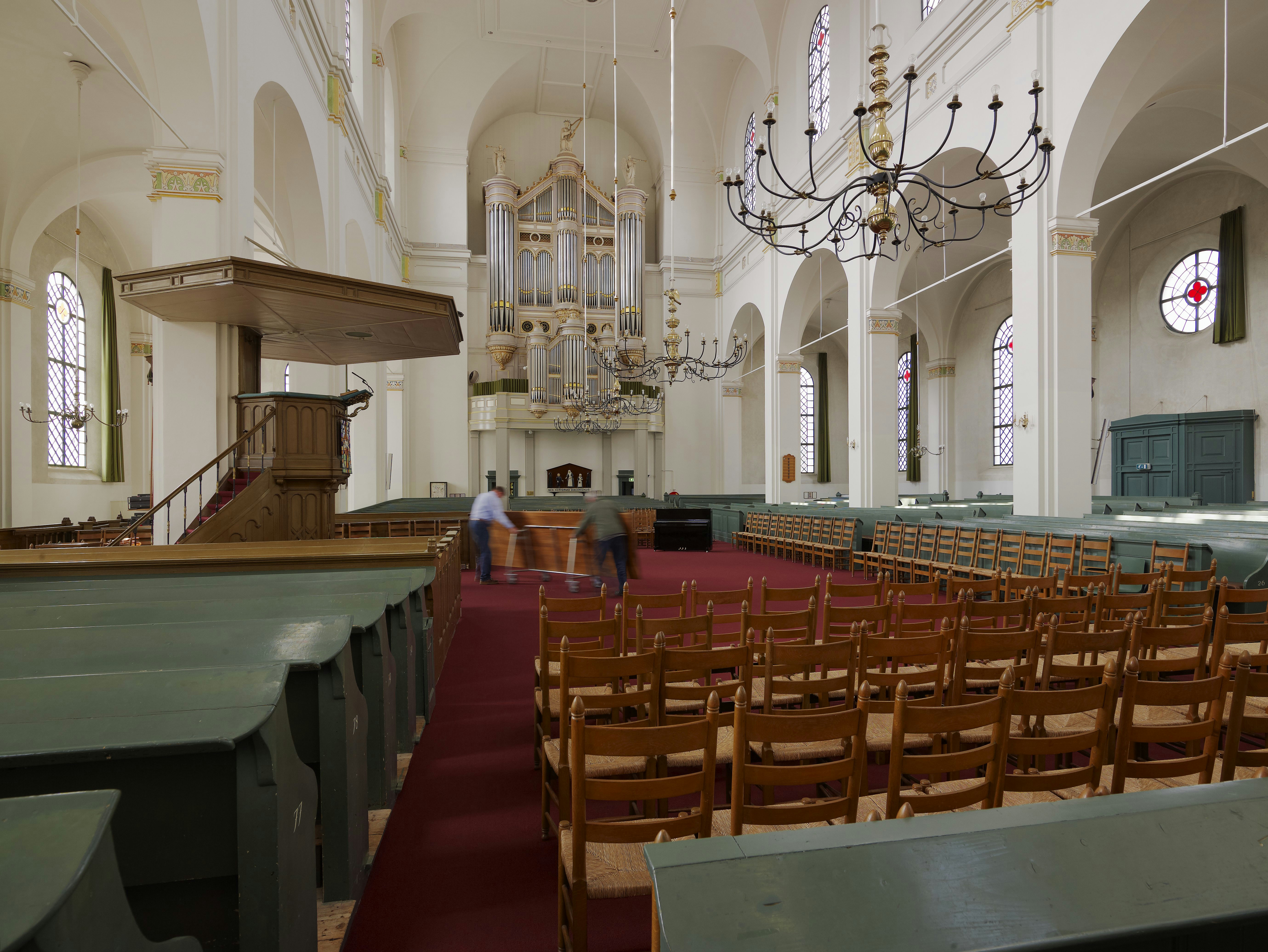
Interieur

Architect Isaäc Warnsinck uit Amsterdam kreeg opdracht een nieuw kerkgebouw te ontwerpen. Hij voerde de opdracht uit met zijn leerling Abraham Nicolaas Godefroy. Het werd een driebeukig kerkgebouw in romaanse en classicistische stijl, dat tegen de 15e-eeuwse toren werd aangebouwd. Op 4 mei 1851 kon de kerk in gebruik worden genomen voor de protestantse eredienst.
De muren en pilasters zijn witgepleisterd maar de pilasters hebben beschilderde kapitelen. Het middenschip wordt overdekt door een spiegelgewelf, de zijbeuken door kruisgewelven.

### Orgel

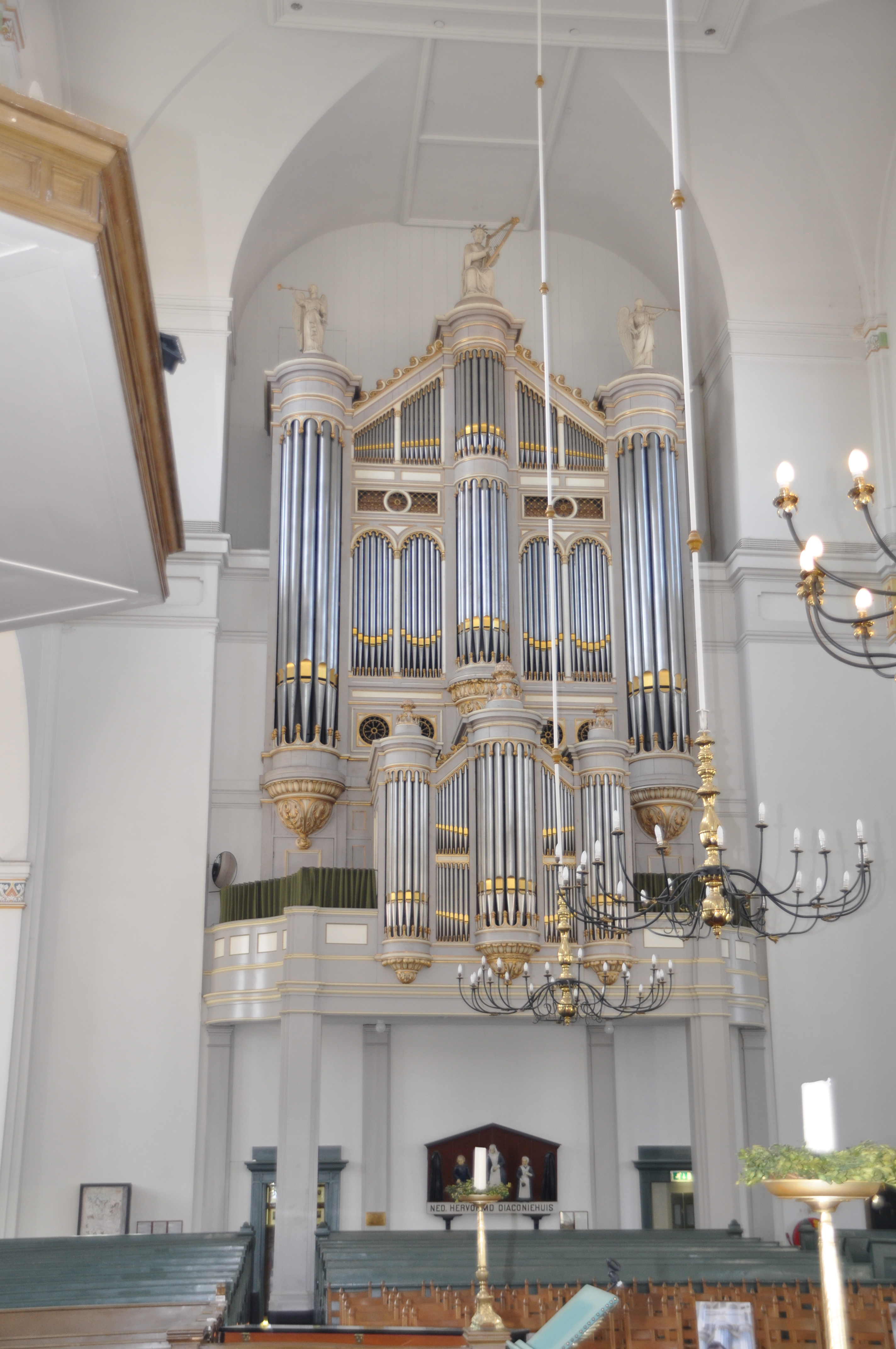
Bätz/Witte-orgel

In september 1853 werd het Bätz-Witte-orgel in gebruik genomen. Christian Gottlieb Friedrich Witte bouwde een driemanuaals orgel met een rugpositief. Het was zijn eerste orgelkas in de zogenaamde rondboogstijl. Witte gebruikte onder meer pijpwerk uit het vorige orgel uit 1761, dat gebouwd was door Johann Bätz. Die had op zijn beurt gebruik gemaakt van pijpwerk vervaardigd door Stephanus Cousijns uit 1666. De drie beelden op de hoofdkas zijn vervaardigd door de Utrechtse beeldhouwer Joannes Rijnbout.
De dispositie is:
| I Rugpositief    |
| Prestant 8′      |
| Holpijp 8′       |
| Octaaf 4′        |
| Fluit 4′         |
| Quint 3'         |
| Octaaf 2′        |
| Mixtuur III-IV   |
| Cornet DV        |
| Fluit Travers 8' |
| Trompet 8'       |
| Dulciaan 8'      |

| II Hoofdwerk  |
| Prestant 16'  |
| Bourdon 16'   |
| Prestant 8'   |
| Roerfluit 8'  |
| Octaaf 4'     |
| Nachthoorn 4' |
| Quint 3'      |
| Octaaf 2'     |
| Scherp IV     |
| Mixtuur III-V |
| Cornet DV     |
| Fagot 16'     |
| Trompet 8'    |
|               |

| III Bovenwerk |
| Prestant 8′   |
| Baarpijp 8′   |
| Quintadeen 8′ |
| Viola 8'      |
| Roerfluit 4′  |
| Salicet 4'    |
| Nazard 3'     |
| Woudfluit 2'  |
| Carillon III  |
| Schalmei 8'   |
| Vox Humana 8′ |
|               |

| Pedaal       |
| Prestant 16′ |
| Subbas 16′   |
| Octaafbas 8′ |
| Gedekt 8′    |
| Roerquint 6′ |
| Octaaf 4′    |
| Bazuin 16′   |
| Trombone 8'  |
| Trompet 4'   |
|              |

Werktuiglijke registers:
- koppeling HW-RP koppeling HW-BW koppeling Ped-HW koppeling Ped-RP tremulant RP tremulant BW afsluiter HW afsluiter RP afsluiter BW afsluiter Ped Calcant
- Toonhoogte: A1 = 438 Hz
- Temperatuur: evenredig zwevende stemming
- Windvoorziening: 4 spaanbalgen (1853), magazijnbalg met enkele vouw voor pedaalstemmen 2002
- Winddruk: 79 m.m.

Hoofdorganist van de Grote Kerk is sinds 2019 Arjan Versluis.

## Restauratie
Een uitgebreide restauratie van de toren vond plaats tussen 1941 en 1950. De kerkgemeente bezit vier bijzondere statenbijbels, die in 2012 en 2013 werden gerestaureerd. 

## Klokken

### Luidklokken
In de toren bevinden zich twee luidklokken. De d1 werd gegoten door Aelt (Alardus) Janz. van Meurs in 1625. De klok heeft een doorsnee van 135,5cm en slagtoon cis1 Op de klok staat als opschrift: 'VERBUM DOMINI MANET IN AETERNUM VOX MEA GRATA ALARDUS MEURS ME FECIT ANNO 1625' Direct onder de rand op de flank is gegraveerd: 'ALS IONCKER IACOB VAN PAFFENRODE DRORSSERT EN IONCKER EVERARDT VANDER SCHVEREN / MET BALTVS VAN WEVELINCKHOVEN BVRGEMESTEREN TOT GORKUM WAREN / ANNO 1625' Deze klok doet dienst als uur-slagklok. De andere luidklok, de halfuur-slagklok heeft een doorsnee van 119,5 cm met slagtoon e1. Het is een zeer oude uit 1481 eveneens gegoten in Utrecht door Steven Butendiic en Jan van Vorscoten. Op de klok staat de volgende tekst: 'laudo deum verum voco plebem collego clerum defunctus ploro fugo pestem festa decoro anno dni m cccc lxxxi / andreas vocor steven butendiic ende jan van vorscoten me fecit her foecla feytama persona toe syndel' Deze luidklok werd van elders aangekocht en hing vermoedelijk oorspronkelijk in het Friese Sondel. Er was nog een derde luidklok maar deze werd in 1965 uitgeleend aan de in dat jaar nieuw gebouwde Exoduskerk. Deze klok (toon gis1) was de brandklok en werd gegoten door Hendrick van Trier in 1581.

### Carillon
De klokken van het carillon werden gegoten in 1965 door Klokkengieterij Petit & Fritsen in Aarle-Rixtel. Het klokkenspel bestaat uit de reeks c1 (2150kg)-d1-e1-chromatisch-c5. De klokken werden als zodanig op het stokkenklavier aangesloten. De vijf grootste klokken van de beiaard dragen opschriften die ook in het ijzeren smeedwerk van de tweede torenomgang voorkomen.

### Geschiedenis van de carillons
Gorinchem bezat al in de 16e eeuw een kleine voorslag in het stadhuis. Deze voorslag diende om de uurslag van het uurwerk te verwittigen. Wie dit spel van 12 klokken gemaakt had weten we niet. Maar in de archieven van 1597 werd de naam van Franchois Mote, teruggevonden die een uitbetaling kreeg voor zijn diensten; namelijk het bespelen van de klokken. Er werd dus naast automatisch via de speeltrommel ook met de hand op gespeeld. Deze klokken werden in 1688 als klokspijs ingeleverd bij de Antwerpse gieter Melchior de Haze die in dat jaar een licht klokkenspel leverde voor de stadhuistoren. Er was ook bij dit carillon een speeltrommel zodat ook de uren werden aangekondigd door de klokken. Het spel bestond uit de reeks e2-fis2-gis2-chromatisch-fis4 zijnde 25 klokken. In 1859 werd het stadhuis gesloopt en werd het de Haze spel met toebehoren opgeslagen. Vanaf 1860 kwamen ze in de st-Janstoren te hangen achter de galmgaten. Nadien werd er regelmatig onderhoud aan het spel uitgevoerd. Zo ook in 1925 toen Eijsbouts het spel ombouwde naar de inzichten van Jef Denyn uit Mechelen (B.). De klokken kwamen hierbij in rijen te hangen. Twee De Haze klokken werden hergoten in dat jaar. In de Tweede Wereldoorlog lukte het wonderwel dit klokkenspel van vordering te vrijwaren. In 1948 ontstonden plannen om het spel te verzwaren tot een zware beiaard op basis c1 maar de tijd was er nog niet rijp voor. Uiteindelijk liet men het door klokkengieterij A.H. van Bergen uit Heiligerlee restaureren. Zes De Hazeklokken werden hierbij door nieuwe vervangen maar uiteindelijk bevredigde dit spelletje van 28 klokken niet. De fis en de gis in de bas ontbrak en dit was zeer hinderlijk voor de bespeler. In 1962 maakte Eijsbouts een klankanalyse van het oude klokkenspel met het oogmerk om het uit te breiden tot een grote beiaard in c1. De De Haze klokken bleken ongeschikt voor dit doel. Zodoende zag men hier van af en liet de gemeente na veel gesteggel tussen de klokkengieters en de adviescommissie van de Nederlandse Klokkenspel Vereniging een nieuwe beiaard gieten bij Petit & Fritsen. Op 1 mei 1965 werd dit carillon door Huib Phielix ingespeeld na een toespraak van de toenmalige burgemeester. Bij deze nieuwe beiaard kwam een automatisch spel met elektromagnetische hamers. De aanwezige speeltrommel werd niet opnieuw gebruikt. Deze is na jarenlang in een museum in Gorinchem te zijn geweest door de gemeente in bruikleen gegeven aan Appingedam in Groningen. Men wilde hier graag weer een speeltrommel terug. Deze was reeds lang verdwenen. Vreemd genoeg werd de speeltrommel van Appingedam kort daarna terug gevonden en deze staat nu in het Klokkengieterijmuseum in Heiligerlee.
De oude 25 klokken volgens de reeks e2-fis2-gis2-chromatisch-fis4 Gegoten door De Haze en Van Bergen kregen een plaats als automatisch klokkenspel bij de nieuw gebouwde R.K. Sint-Martinuskerk waar ze door de gemeente Gorinchem in bruikleen werden afgestaan.